# Monaco op het Eurovisiesongfestival 2005
Monaco nam deel aan het Eurovisiesongfestival 2005 in Kiev, Oekraïne. Het was de 23ste keer dat het land meedeed aan het Eurovisiesongfestival.

## Selectieprocedure
Net als bij voorgaande deelnames werd de inzending van Monaco intern geselecteerd door de Monegaskische omroep TMC. De Franse zangeres Lise Darly werd gekozen het land te vertegenwoordigen met het lied Tout de moi.

## In Kiev
Op het Eurovisiesongfestival moest Monaco in de halve finale als zesde aantreden, na Letland en voor Israël. Aan het einde van de avond bleek dat Monaco op de vierentwintigste plaats was geëindigd met 22 punten. Hiermee werd Monaco uitgeschakeld en ging het niet door naar de finale. België en Nederland hadden geen punten over voor deze inzending.

### Gekregen punten

#### Halve Finale
| 12 punten | 10 punten             | 8 punten | 7 punten   | 6 punten |
| --------- | --------------------- | -------- | ---------- | -------- |
|           | - Andorra - Frankrijk |          |            |          |
| 5 punten  | 4 punten              | 3 punten | 2 punten   | 1 punt   |
|           |                       |          | - Moldavië |          |

### Punten gegeven door Monaco

#### Halve Finale
Punten gegeven in de halve finale:
| 12 punten | Israël          |
| 10 punten | Denemarken      |
| 8 punten  | Nederland       |
| 7 punten  | Roemenië        |
| 6 punten  | Finland         |
| 5 punten  | Kroatië         |
| 4 punten  | Slovenië        |
| 3 punten  | Noord-Macedonië |
| 2 punten  | Zwitserland     |
| 1 punt    | Wit-Rusland     |

#### Finale
Punten gegeven in de finale:
| 12 punten | Israël               |
| 10 punten | Denemarken           |
| 8 punten  | Zwitserland          |
| 7 punten  | Kroatië              |
| 6 punten  | Servië en Montenegro |
| 5 punten  | Malta                |
| 4 punten  | Roemenië             |
| 3 punten  | Zweden               |
| 2 punten  | Duitsland            |
| 1 punt    | Noord-Macedonië      |

1959 · 1960 · 1961 · 1962 · 1963 · 1964 · 1965 · 1966 · 1967 · 1968 · 1969 · 1970 · 1971 · 1972 · 1973 · 1974 · 1975 · 1976 · 1977 · 1978 · 1979 · 1980-2003 · 2004 · 2005 · 2006 · 2007-2025